# پایگاه آب‌نشین فیشرمنز بی/ال‌پی‌اس
پایگاه آب‌نشین فیشرمنز بی/ال‌پی‌اس (به انگلیسی: Fishermans Bay/LPS Seaplane Base) یک فرودگاه خصوصی با کد یاتا LPS است که یک باند فرود آب دارد و طول باند آن ۱۲۱۹ متر است. این فرودگاه در کشور ایالات متحده آمریکا قرار دارد و در ارتفاع ۰ متری از سطح دریا واقع شده‌است.